# بلچینگلی
بلچینگلی (به انگلیسی: Bletchingley) یک روستا و محله مدنی در بریتانیا است که در Tandridge واقع شده‌است. بلچینگلی ۲۳٫۴۵ کیلومتر مربع مساحت و ۲٬۹۷۳ نفر جمعیت دارد.